# Cephalodella gracilis
Cephalodella gracilis är en hjuldjursart som först beskrevs av Ehrenberg 1830.  Cephalodella gracilis ingår i släktet Cephalodella och familjen Notommatidae. Arten är reproducerande i Sverige.

## Underarter
Arten delas in i följande underarter:
- C. g. gracilis
- C. g. keta